# Cyril Maidment
Cyril Maidment (ur. 31 stycznia 1929 w Londynie, zm. 31 stycznia 2004) – brytyjski żużlowiec.

## Życiorys
Czterokrotny finalista indywidualnych mistrzostw Wielkiej Brytanii (najlepszy wynik: Londyn 1964 – IV miejsce). Ośmiokrotny złoty medalista drużynowych mistrzostw Wielkiej Brytanii (1954, 1955, 1956, 1958, 1959, 1960, 1961, 1963).
Dwukrotny medalista drużynowych mistrzostw świata: srebrny (Slaný 1962) oraz brązowy (Wrocław 1961). Dwukrotny uczestnik finałów indywidualnych mistrzostw świata (Malmö 1961 – XII miejsce, Göteborg 1964 – VII miejsce).
W lidze brytyjskiej reprezentant klubów: Wimbledon Dons (1951–1961, 1969–1971), Wolverhampton Wolves (1951), St Austell Gulls (1953) oraz Belle Vue Aces (1962–1968).